# Marklowice Górne
Marklowice Górne est une localité polonaise de la gmina de Zebrzydowice, située dans le powiat de Cieszyn en voïvodie de Silésie.